# 不明船事件
不明船事件（日語：不審船事件），指的是國籍不明船隻（不審船、工作船）接近或是侵入領海、專屬經濟區（EEZ）等的事件，名稱主要由日本所使用。海上保安廳自1963年（昭和38年）首次正式確認不明船隻以來，至2003年為止統計共有20起事件、21艘不明船隻。九州南西海域工作船事件過後，開始重視、調查，來自北朝鮮的間諜工作船引發的事件更名為「工作船事件」。

## 主要事件
- 加賀市近海不明船事件：1971年（昭和46年）7月31日發生。
- 日向灘不明船事件：1985年（昭和60年）4月25日～27日發生。
- 能登半島沿海不明船事件：1999年（平成11年）3月23日發生。自衛隊首次發動海上警備行動，不明船逃離。
- 九州西南海域工作船事件：2001年（平成13年）12月21日發生。與海上保安廳巡視船交戰，工作船自沉。
- 日本海中部海域不明船事件：2002年（平成14年）9月4日發生。日本EEZ外的事件。